# Kronparkens naturreservat
Kronparken är ett naturreservat som ligger i Uppsala i stadsdelarna Polacksbacken och Rosendal. 

I parken finns upp till 350-åriga tallar, däribland Upplands grövsta tall. I Kronparken finner man även flera ovanliga arter, t.ex. tallticka och reliktbock.

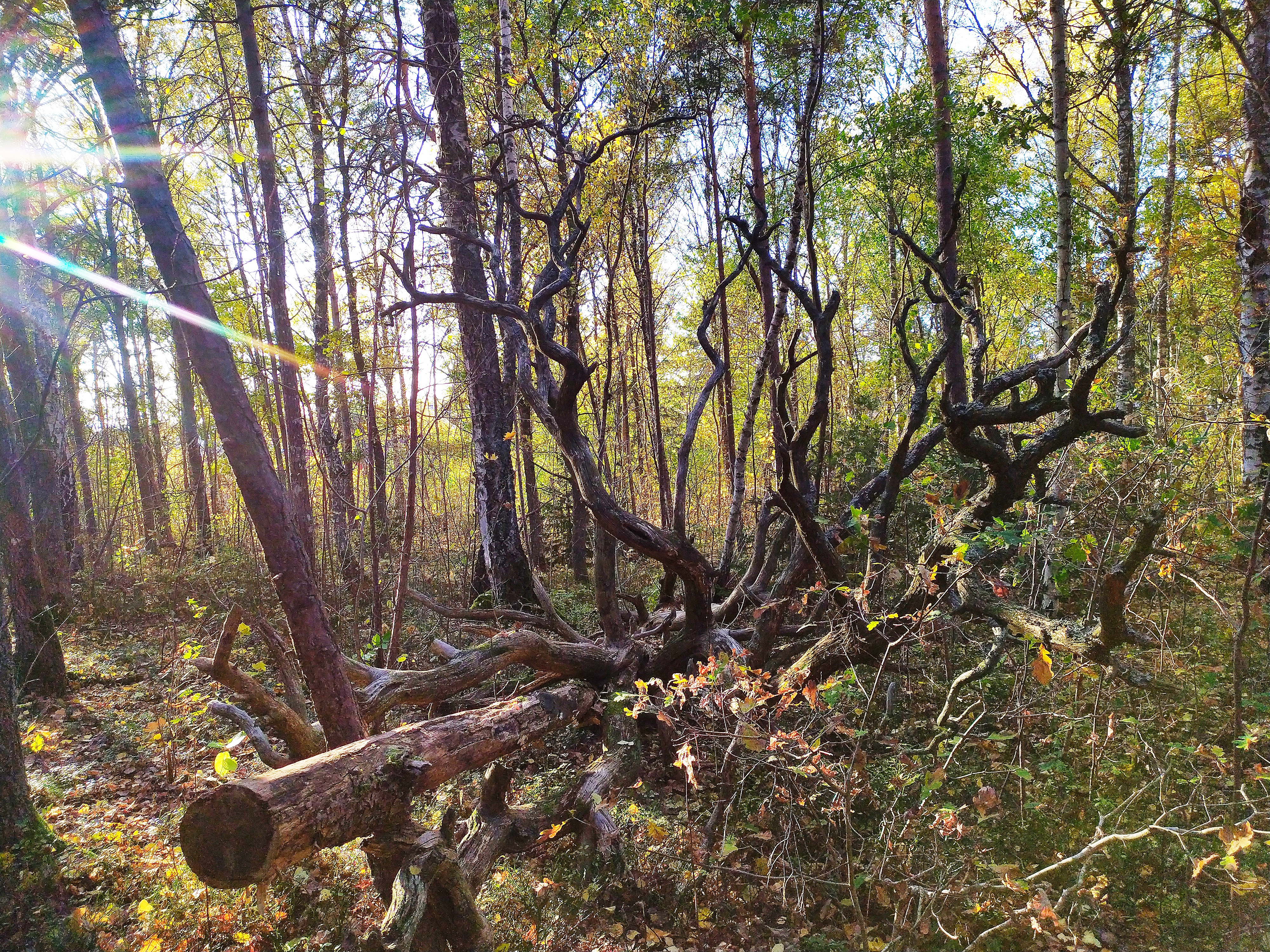
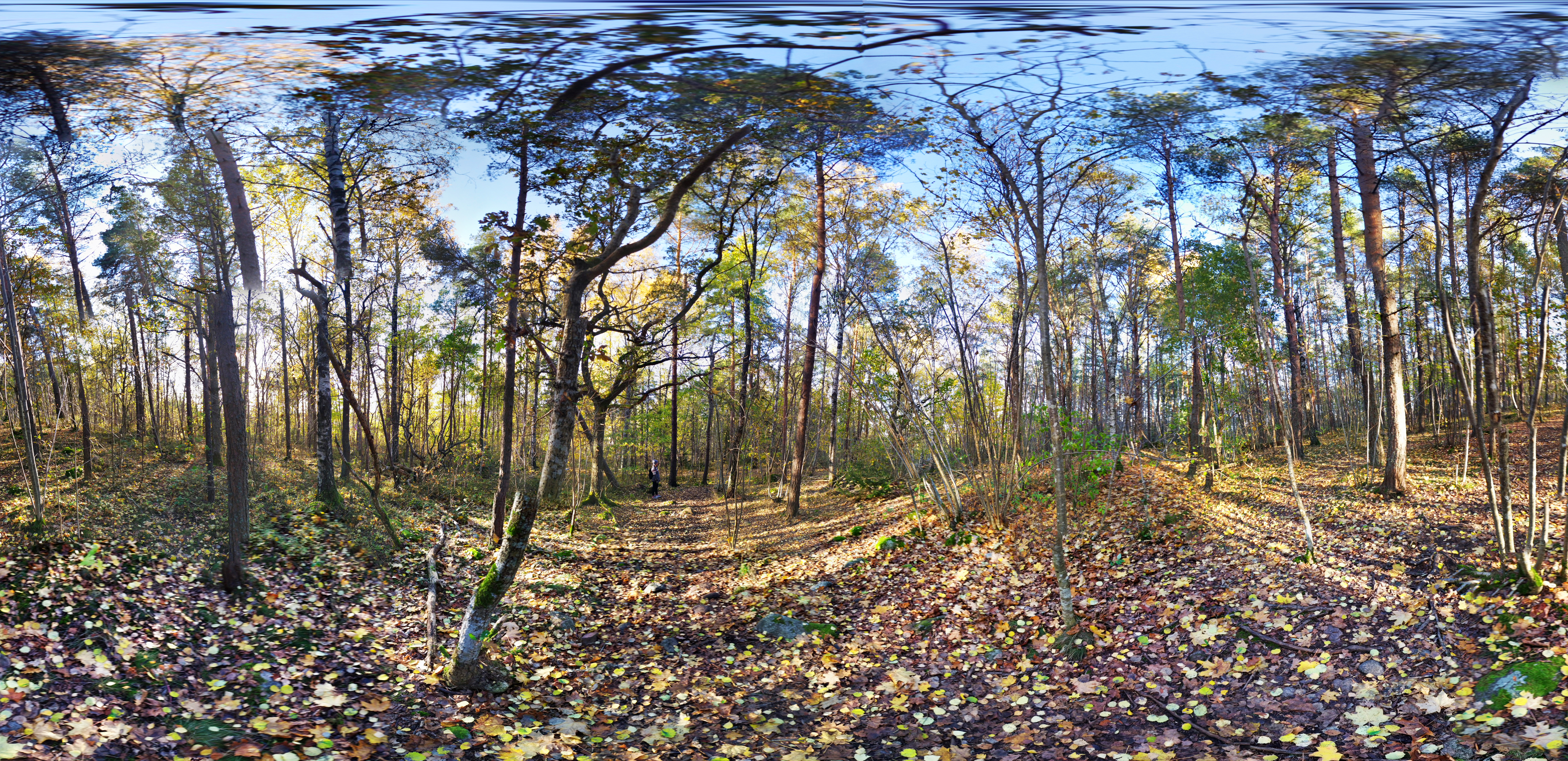
360 graders panorama taget vid kronparken naturreservat. Visa som 360 panorama

## Historik
Kronparkens namn kommer sig av att det en gång var en kronopark, ett område för kunglig jakt. Kronparken blev 1773 det första av staten skyddade naturområdet i Sverige då Gustaf III fredade parken och stoppade den timmeravverkning som dessförinnan hotat trädbeståndet. Militären hade verksamhet i området från 1600-talet fram till 1960-talet. Kronparken blev naturreservat 2018.